# 제2세계

과거 제2세계에 소속 되었던 국가들의 지도

제2세계(第二世界, 영어: Second World)는 제2차 세계 대전 이후 미국-소련 냉전 블록 상황에서 소련과 공산권이 만든 바르샤바 조약 기구을 중심으로 사회주의와 공산주의를 중심 이념으로 삼은 공산블록을 의미한다. 제2세계는 소련과 그 동맹국들인 공산주의 국가를 의미했지만 1991년 소련이 붕괴하며 냉전이 끝나자 제2세계란 단어가 잘 사용되지 않았다가 21세기 들어서 제2차 냉전(신냉전)이 본격적으로 시작되면서 다시 빈번히 회자되고 있다.

## 주요 소속 국가
- 소련
- 조선민주주의인민공화국
- 중화인민공화국
- 폴란드 인민 공화국
- 체코슬로바키아 사회주의 공화국
- 헝가리 인민 공화국
- 루마니아 인민 공화국
- 알바니아 인민 공화국
- 독일 민주 공화국 (일명 동독)
- 예멘 민주 공화국 (일명 남예멘)
- 몽골 인민 공화국
- 베트남 민주 공화국 (1976년 이후 베트남 사회주의 공화국)
- 쿠바 (1961년 쿠바 혁명 이후)
- 앙골라 인민 공화국
- 모잠비크 인민공화국

## 같이 보기
- 제1세계
- 제3세계